# Castets
Castets település Franciaországban, Landes megyében. Lakosainak száma 2510 fő (2022. január 1.). Castets Herm, Léon, Lesperon, Linxe, Magescq, Saint-Michel-Escalus, Taller és Gourbera községekkel határos.

## Népesség
A település népességének változása:
| Lakosok száma | 1494 | 1453 | 1719 | 1885 | 1997 | 2120 | 2388 | 2463 | 2497 | 2510 |
|               | 1968 | 1982 | 1990 | 2006 | 2013 | 2015 | 2017 | 2019 | 2020 | 2022 |